# Vale (Condado de Lincoln)
Vale es un área no incorporada ubicada del condado de Lincoln en el estado estadounidense de Carolina del Norte.
Vale (Carolina del Norte) es un pequeño pueblo en el campo de Carolina del Norte. Situado en el oeste del condado de Lincoln, la ciudad está rodeada por Lincolnton (15 min), Cherryville (10 minutos), Hickory (30 min) y Charlotte (55 min). Se encuentra sólo a una hora de las montañas y cerca de cuatro horas o más de la costa.